# Улица Карасай батыра (Алма-Ата)
Улица Карасай батыра (каз. Қарасай батыр көшесі) — улица в Медеуском и Алмалинском районах города Алматы. Протяженность — 6,054 км.

## Структура улицы
Входит в состав улиц трёх батыров и проходит между улицами Богенбай батыра и Кабанбай батыра, в советское время это были улицы трёх революционеров — Кирова, Виноградова и Калинина. Севернее находятся улицы трёх биев — Толе би, Айтеке би и Казыбек би, в советское время эти улицы образовывали другую тройку — Комсомольская, Октябрьская и Советская.
Проходит с востока на запад и делится на несколько участков:
1. Начинается от реки Малая Алматинка с конца улицы Абдуллинных, пересекает улицы Калдаякова и Зенкова. На этом участке фактически является пешеходной.
2. Прерывается зданием бизнес-центра «Кен Дала» и от него начинается снова, пересекает проспект Достык, улицы Пушкина, Валиханова, Кунаева, Тулебаева и прерывается зданием Национального пресс-клуба и агентства КазТАГ (Казахское телеграфное агентство). Также фактически пешеходная.
3. Заново начинается восточнее проспекта Назарбаева, пересекает улицу Панфилова и упирается в здание АО «Казахтелеком». Большая часть улицы отводится под парковку.
4. Заново начинается восточнее проспекта Абылай хана от здания Казахской Национальной консерватории имени Курмангазы, пересекает улицы Желтоксан, Чайковского, Наурызбай батыра, Мауленова и проспект Сейфуллина. На этом участке является пешеходной аллей.
5. Начиная от улицы Амангельды, улица Карасай батыра приобретает транспортное значение, принимая на себя поток с улицы Богенбай батыра, далее идёт без прерываний. Пересекает улицы Масанчи, Байтурсынова, Досмухамедова, Шарипова, Шагабутдинова, Муратбаева, реку Есентай, улицы Муканова, Жумалиева, Байзакова, Исаева, Нурмакова, Ауэзова, Жарокова, Айманова, проспект Гагарина, улицы Розыбакиева, Аносова и Гайдара.
6. Далее улица проходит по историческому району «Тастак», в 2010-х годах на пересечениях с улицами Тургут Озала, Брусиловского и Тлендиева были установлены светофоры. Улица заканчивается на улице Варламова, восточнее водохранилище «Сайран».

## История
Улица исторически сложилась в конце 19 в. в междуречье Малой Алматинки и Весновки (Есентай). Считалась второразрядной: здесь селились семьи военнослужащих, чиновников, ремесленников.
В 1950—1960-х гг. в связи с развитием городской территории в юго-западном направлении и присоединением посёлка Тастак значительно вытянулась на запад. Озеленена, благоустроена, частично превращена в пешеходную аллею.
На улице Карасай батыра установлен памятники Сабыру Шарипову — казахский советский писатель, общественный деятель, борец за установление Советской власти в Казахстане. Также был установлен памятник Павлу Виноградову, в настоящее время перенесён в сквер за кинотеатром «Сары-Арка».

### Названия
Сельская — первое название улицы. Переулок Советский — второе название, название улица Советская получит другая улица — ныне Айтеке би
Участок улицы в Тастаке назывался переулок Кирова. Название улица Кирова получит другая улица, ныне улица Богенбай батыра.
В ноябре 1956 года переименована в честь Павла Виноградова — партийный и советский работник, участник борьбы за установление Советской власти в Семиречье, Верном.
После распада СССР переименована в честь Карасай батыра Алтынай-улы (1589—1671), участника освободительной борьбы против джунгарских завоевателей.

## Учреждения
Рядом и вдоль улицы расположены:
1. Бизнес-центра «Кен-дала»
2. Национальный пресс-клуб
3. КазТАГ (Казахское телеграфное агентство)
4. Алматинское отделение дороги, АО «Казакстан Темир Жолы»
5. Центральный музей железнодорожного транспорта Республики Казахстан
6. Прокуратура Алмалинского района г. Алматы
7. Юго-восточная региональная транспортная прокуратура
8. АО «Казахтелеком»
9. Казахская Национальная консерватория имени Курмангазы

## Известные жители
На улице установлены мемориальные доски на домах, где жили и работали выдающиеся деятели науки и культуры Казахстана:
- Константин Персидский — учёный-математик, доктор физико-математических наук (1946), профессор (1934), академик АН Казахской ССР (1951), заслуженный деятель науки Казахской ССР (1944).
- Калибек Куанышпаев — казахский советский актёр, один из основатель казахского профессионального театрального искусства. Народный артист СССР(1959).
- Шахмет Хусаинов — казахскийсоветский драматург и Бикен Римова — советская и казахская актриса театра и кино.

## Общественный транспорт
- станция метро «Алмалы»;